# メリバ
『メリバ』は、悠木碧の2枚目のミニアルバム。2013年2月13日にFlyingDogから発売された。

## 概要
前作『プティパ』から1年ぶりとなるアルバムで、『プティパ』での世界観を踏襲した、いわば続編的な作品に仕上がっている。タイトルの『メリバ』は、本人や周囲の人にしか分からないとう意味を指す「メリーバッドエンド」を略した悠木による造語である。とされているが、悠木氏でない別の一般人によって既に生み出されていたとの見方が強く、「メリーバッドエンド」を誰が一番初めに考え出したのか定かではない。
販売形態は初回限定盤と通常盤の2種リリースリリースで、前者には「ポポン...ポン!」のPVを収めたDVDおよびフォトブックが封入されている。なお初回限定盤のジャケットには撮影で使われた衣装が掲載されている。
また、本作の発売を記念したイベント「〜みんなのためにホワイトデーつぶしてみた。〜」が3月16日と3月17日に東京と大阪で実施された。

## 収録曲
1. ポポン...ポン! [5:01][1]
作詞・作曲：新居昭乃、編曲：保刈久明
猫の飼い主が、巨大化した自分の猫に食べられる話で、PVでは悠木扮する妖精が、巨大な猫を狙撃する内容になっている。なおこの猫は悠木の愛猫であるマンチカンのアシュベルである[3]。
2. 夜の扉とメリーゴーランド [4:34][1]
作詞：新居昭乃、作曲・編曲：保刈久明
『プティパ』の7曲目の『Night Parade.』に登場した魔女を主人公に据えた話で、幼い声と長生きしているという設定の中間を意識してレコーディングしている。なお曲調はゆったりとしている[3]。
3. I Can Fly! [4:45][1]
作詞：藤林聖子、作曲・編曲：大西省吾
前作4曲目の「時計観覧車」の主人公だった鳥が飛べなくなったという話。曲調は一聴するとアップテンポだが、世界観を思い浮かべると一風変わった楽しみ方ができるような曲に仕上がっている。また、間奏では飛べなくなった鳥が落下するのを表現するためにキラキラした表現が取り入れられている。なお制作に際し悠木は飛べないことから現実逃避することに恐怖感を抱いたため、藤林に「前向きすぎる人」に伝わるような曲にするよう相談したという[5]。
4. サンクチュアリ･アリス  [5:10][1]
作詞・作曲：新居昭乃、編曲：保刈久明
前作5曲目の「Baby Dolly Alice」の続編で、人間と人形をテーマとしている。そのため両者を混ざり合わせてあたかも2人いるかのように表現している[5]。
5. Mon Ciel Bleu〜わたしのあおいそら〜 [4:12][1]
作詞：藤林聖子、作曲・編曲：佐々倉有吾

DVD（初回限定盤のみ）
1. ポポン...ポン!  -Music Video-

## チャート
| チャート（2013年）         | 最高位 |
| -------------------------- | ------ |
| オリコン                   | 18     |
| Billboard JAPAN Top Albums | 14     |